# Ctenochira irrisa
Ctenochira irrisa là một loài tò vò trong họ Ichneumonidae.